# Стремиловщина
Стреми́ловщина (бел. Страмілаўшчына) — деревня в Барановичском районе Брестской области Беларуси. Входит в состав Молчадского сельсовета. Население по переписи 2019 года — 7 человек.

## География
Расположена в 33 км (47 км по автодорогам) к северо-западу от центра Барановичей, на расстоянии 8 км (10 км по автодорогам) к северо-северо-востоку от центра сельсовета, деревни Молчадь. Граничит с юга с деревней Данейки.

## История
В 1909 году в деревне Струмиловщина Почаповской волости Новогрудского уезда было 13 дворов и 109 жителей, в одноимённом фольварке — 1 двор и 44 жителя.
После Рижского мирного договора 1921 года — в составе гмины Почапово Новогрудского повета Новогрудского воеводства Польши, 16 дворов.
С 1939 года деревня — в составе БССР, в 1940–62 годах — в Городищенском районе Барановичской, с 1954 года Брестской области. Затем передана в состав Барановичского района. С конца июня 1941 года до июля 1944 года оккупирована немецко-фашистскими войсками.

## Население
На 1 января 2021 года насчитывалось 8 жителей в 5 хозяйствах, из них 3 трудоспособных и 5 пенсионеров.
| Численность населения (по переписи) | Численность населения (по переписи) | Численность населения (по переписи) | Численность населения (по переписи) | Численность населения (по переписи) | Численность населения (по переписи) |
| 1909                                | 1921                                | 1959                                | 1999                                | 2009                                | 2019                                |
| ----------------------------------- | ----------------------------------- | ----------------------------------- | ----------------------------------- | ----------------------------------- | ----------------------------------- |
| 153                                 | ↘95                                 | ↗112                                | ↘32                                 | ↘25                                 | ↘7                                  |

## Инфраструктура
Есть кладбище. К юго-западу от деревни расположено рыбоводческое хозяйство КФХ «Вифезда».